# Wygoda (powiat żyrardowski)
Wygoda – wieś w Polsce położona w województwie mazowieckim, w powiecie żyrardowskim, w gminie Puszcza Mariańska.
Wieś wchodzi w skład sołectwa Biernik.
W latach 1975–1998 miejscowość należała administracyjnie do województwa skierniewickiego.
Ulice wsi: Brukowa, Królewska, Krótka, Marianów, Mariańska, Mszczonowska, Szkolna, Czesława Tańskiego, Woskowa.
Do roku 2011  - istniały wsie: Marianów i Zadworze (nazwy zostały zniesione). 